# Galepsus sudanensis
Galepsus sudanensis es una especie de mantis de la familia Tarachodidae.

## Distribución geográfica
Se encuentra en Sudán.